# 尼科萊貝格山
48°11′55″N 16°14′57″E / 48.19861°N 16.24917°E

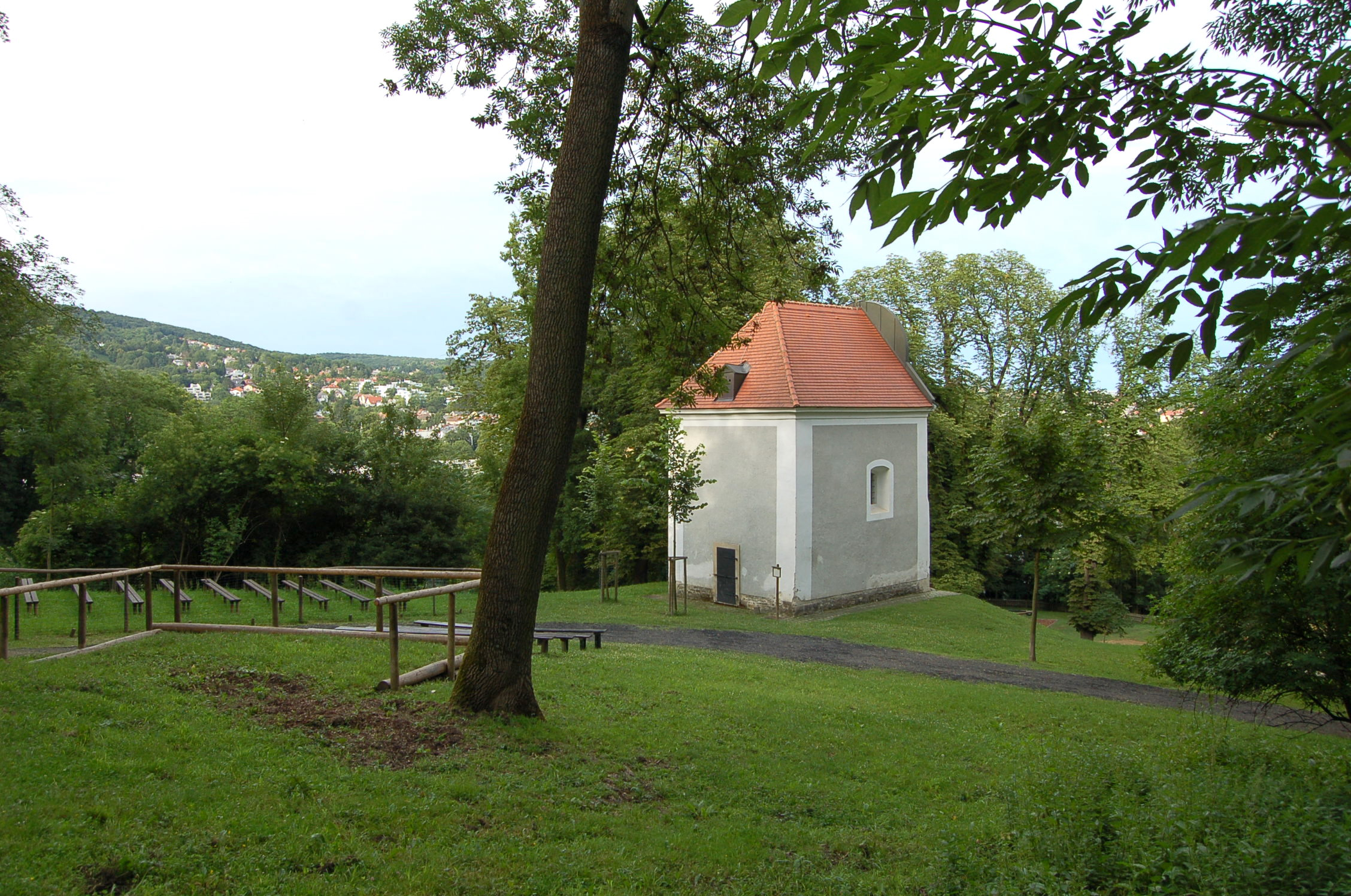

尼科萊貝格山（德語：Nikolaiberg），是奧地利的山峰，位於該國東北部，由維也納負責管轄，屬於維也納林山的一部分，海拔高度268米，羅馬式風格教堂於1833年建成。